# Dietmar Millonig
Dietmar Millonig  (né le 1er juin 1955 à Villach) est un athlète autrichien, spécialiste des courses de fond.

## Biographie
Il remporte 40 titres de champion d'Autriche sur piste, en plein air sur des distances allant du 1 500 m au 10 000 m, sur route, et dans l'épreuve du cross-country.
En 1986, à Madrid, Dietmar Millonig devient champion d'Europe en salle du 3 000 m en devançant l'Italien Stefano Mei et le Portugais João Campos.

### Palmarès
| Date | Compétition                    | Lieu     | Résultat | Épreuve |
| ---- | ------------------------------ | -------- | -------- | ------- |
| 1979 | Championnats d'Europe en salle | Vienne   | 6e       | 3 000 m |
| 1980 | Jeux olympiques                | Moscou   | 6e       | 5 000 m |
| 1982 | Championnats d'Europe          | Athènes  | 5e       | 5 000 m |
| 1983 | Championnats du monde          | Helsinki | 8e       | 5 000 m |
| 1985 | Championnats d'Europe en salle | Athènes  | 5e       | 3 000 m |
| 1986 | Championnats d'Europe en salle | Madrid   | 1er      | 3 000 m |

### Records
| Épreuve  | Performance    | Lieu      | Date         |
| -------- | -------------- | --------- | ------------ |
| 1 500 m  | 3 min 38 s 38  | Schwechat | 29 mai 1982  |
| 3 000 m  | 7 min 43 s 66  | Lausanne  | 15 août 1980 |
| 5 000 m  | 13 min 15 s 31 | Zurich    | 18 août 1982 |
| 10 000 m | 27 min 42 s 98 | Oslo      | 26 juin 1982 |